# حزب ملی مذهبی
حزب ملی مذهبی (عبری: מִפְלָגָה דָּתִית לְאֻומִּית‎ (, Miflaga Datit Leumit که معمولاً در اسرائیل با مخفف عبری آن مفدال (מפד"ל) شناخته می‌شود یک حزب سیاسی در اسرائیل بود که نماینده جنبش مذهبی صهیونیستی را بر عهده داشت.
این حزب که در سال ۱۹۵۶ تشکیل شد، در زمان انحلال آن در سال ۲۰۰۸، دومین حزب قدیمی باقیمانده در کشور پس از آگودات اسرائیل محسوب می‌شد و تا سال ۱۹۹۲ بخشی از هر ائتلاف دولتی بود.